# Tricyphona (Tricyphona) contraria
Tricyphona (Tricyphona) contraria is een tweevleugelige uit de familie Pediciidae. De soort komt voor in het Palearctisch gebied.